# نسيم نقولا طالب
نسيم نقولا نجيب طالب (وُلِد في 12 سبتمبر 1960م) كاتب لبناني أمريكي، وباحث في الإحصاء الرياضي ومحلل مخاطر، متخصص في أمور المعرفة وعلاقتها بالعشوائية. عمل نسيم في مجال الرياضيات المالية في إحدى شركات وول ستريت في نيويورك قبل أن يبدأ عملا آخر كباحث في إبستمولوجيا الأحداث الصدفوية ويركز على مشروعه في ترسيم خطة تمكننا أن نعيش ونتصرف في عالم لا نفهمه حقا. وكيف يمكن أن نتعامل مع مجالات العشوائية واللامعلوم والتي تتضمنتها نظريته المسماة نظرية البجعة السوداء للأحداث النادرة غير المتوقعة.

## أصله وبداية حياته
ولد طالب في أميون بلبنان، هو ابن نجيب طالب دكتور طبيب متخصص في علم الأورام وباحث في علم الطبائع الإنسانية ومينرفا غصن، ووالديه لبنانيان أرثوذكسيان حاصلان على الجنسية الفرنسية، ذهب لمدرسة فرنسية تدعى غراند ليسه فرانكو ليباناي. بسبب الحرب الأهلية اللبنانية تقلصت ثروة عائلته وشهرتهم السياسية. خلال الحرب التي بدأت عام 1975 درس طالب في سرداب لمنزل العائلة.

كلا الجنابين لعائلته كانا مشهورين سياسياً في المجتمع اللبناني الأرثوذكسي. جده من ناحية والدته كان فؤاد نقولا غصن ووالده نقولا غسون كانا نواباً لرئيس الوزراء. ووالد جده كان قاضيا بالمحكمة العليا. وجده الخامس إبراهيم طالب كان حاكماً لحكومة جبل لبنان ذات الحكم شبه المستقل في عام 1861. وقصر عائلته الذي بناه معماريون إيطاليون عام 1861 ما زال قائماً حتى الآن في أميون.

تلقى طالب البكالوريا ودرجة الماجستير في العلوم من جامعة باريس ودرجة ماجستير في إدارة الأعمال من مدرسة وارتون في جامعة بنسلفانيا ودرجة الفلسفة في بحوث العمليات (لأطروحته التي كانت عن رياضيات مشتقات الأسعار) من جامعة باريس دوفين تحت إشراف إليتي جيمان.

المتعدد اللغات طالب كانت له طلاقة أدبية في العربية والإنجليزية والفرنسية؛ وطلاقة حوارية في الإيطالية والإسبانية؛ وكان يمكنه قراءة النصوص القديمة الإغريقية واللاتينية والآرامية والعبرية القديمة بالإضافة للنصوص الكنعانية.

## حياته الأكاديمية

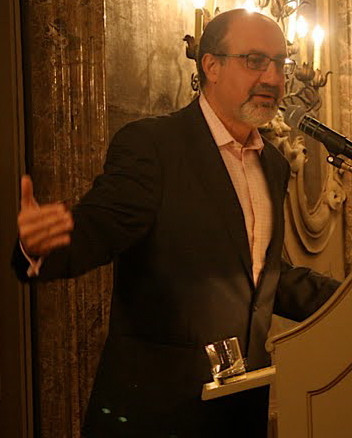
طالب محاضراً

غيّر طالب مهنته وأصبح باحثاً رياضياً وكاتب مقالات فلسفية عام 2006، كأستاذ جامعي. وهو الآن أستاذ جامعي في هندسة المخاطرة في معهد البوليتيكنيك بجامعة نيويورك،وعضو مساعد بمعهد جان نيكو للإيكول نورمال سوبرير بباريس وباحث بكلية سعيد لإدارة الإعمال بجامعة أكسفورد.وكان مدرس زائر بمدرسة لندن لإدارة الأعمال وأستاذ عميد في علوم اللايقين بمدرسة أيزنبيرج للإدارة بجامعة ماساتشوستس في أمهرست وأستاذ مساعد لعلم الرياضيات بمعهد كورانت بجامعة نيويورك، عضو في هيئة التدريس التابعة لمدرسة وارتون للأعمال بمركز المعاهد المالية. يدرس باتصال مع بول ويلموت وقليلاً في شهادة العلوم المالية الكمية. في عامي 2008-2009، تم ترتيبه الخامس في عدد ورق الأبحاث المحمل إلكترونياً في شبكة بحث العلوم الاجتماعية.

## حياته الأدبية
أول كتاب غير تقني لطالب كان (خُدِعَ بالعَشْوائِية)، عن سوء تقدير والتقليل من قيمة دور العشوائية في الحياة، نُشر عام 2001.
أما ثاني كتاب غير تقني له فهو (البجعة السوداء)، الذي يتحدث عن الأحداث غير المتوقعة، نُشر عام 2007، في فبراير جنى ما يقترب من ثلاثة ملايين نسخة. تُرجم إلى واحد وثلاثون لُغة. تنبأت البجعة السوداء بالأزمة الاقتصادية والمصرفية لعام 2008.
أسلوب كتابة طالب الغير تقنية تُخلط بأسلوب الروائي (غالباً شبه سيرة ذاتية) وقصص قصيرة فلسفية بالإضافة للتعليق التاريخي والعلمي. حصد كتابي طالب الأول والثاني كمقدم 4 ملايين دولار للكتاب التالي المَعْنِي بتضاد الهشاشة.
كتاب الأقوال المأثورة، سرير بروكرستيس: الأقوال المأثورة الفلسفية والعملية الذي طُرح بالأسواق بكانون الأول عام 2010.

## وصلات خارجية
- نسيم نقولا طالب على موقع IMDb (الإنجليزية)
- نسيم نقولا طالب على موقع مونزينجر (الألمانية)
- نسيم نقولا طالب على موقع ميوزك برينز (الإنجليزية)
- موقع نسيم نقولا طالب الشخصي
- نسيم نيقولا طالب